# Carola Vogel
Carola Vogel (* 1966 in Groß-Gerau) ist eine deutsche Ägyptologin.
Vogel studierte Ägyptologie, Klassische Archäologie und Vor- und Frühgeschichte an den Universitäten in Mainz und Heidelberg und wurde 1997 bei Rolf Gundlach an der Johannes Gutenberg-Universität Mainz mit der ägyptologischen Dissertation Ägyptische Festungen und Garnisonen bis zum Ende des Mittleren Reiches zur Dr. phil. promoviert. Für ihre Arbeit erhielt sie 2000 den Werner-Hahlweg-Preis für Militärgeschichte und Wehrwissenschaften (3. Preis).
Sie nahm an Ausgrabungen/Feldkampagne(n) in Deutschland und Ägypten (Theben-West) teil. 1998 wurde sie Lehrbeauftragte am Institut für Ägyptologie in Mainz und war von 1998 bis 2000 für die von Zabern-Zeitschrift Antike Welt tätig. Seit 2000 arbeitet sie für die wissenschaftliche Buchhandlung Harrassowitz in Wiesbaden. Vogel veröffentlichte mehrere Werke zur Ägyptischen Militär- und Sozialgeschichte, Artikel erschienen u. a. im Journal of Egyptian Archaeology und in den Studien zur Altägyptischen Kultur.
Überdies ist sie Gründungsmitglied des Arbeitskreises Ägyptische Militärgeschichte. 

## Schriften (Auswahl)
- Ägyptische Festungen und Garnisonen bis zum Ende des Mittleren Reiches (= Hildesheimer ägyptologische Beiträge. 46). Gerstenberg, Hildesheim 2004, ISBN 978-3-8067-8141-0.
- (Bearb.): Labib Habachi: Die unsterblichen Obelisken Ägyptens (= Zaberns Bildbände zur Archäologie). Überarbeitete und erweiterte Neuauflage, von Zabern, Mainz 2000, ISBN 3-8053-2658-0. (Englischer Originaltitel: The obelisks of Egypt)
- mit Rolf Gundlach (Hrsg.): Militärgeschichte des pharaonischen Ägypten. Altägypten und seine Nachbarkulturen im Spiegel aktueller Forschung (= Krieg in der Geschichte. Bd. 34). Schöningh, Paderborn u. a. 2009, ISBN 978-3-506-71366-7.
- The Fortifications of Ancient Egypt 3000–1780 BC. Osprey Publishing, Oxford 2010, ISBN 978-1-84603-956-0.
- mit Friederike Jesse (Hrsg.): The power of walls – fortifications in ancient northeastern Africa. Proceedings of the international workshop held at the University of Cologne, 4th – 7th August 2011 (= Colloquium africanum. 5). Heinrich-Barth-Institut, Köln 2013, ISBN 978-3-927688-39-1.